# Ebenda
Das Adverb ebenda (Abkürzung: ebd., auch ebda.), auch ebendort, hat die Bedeutung „genau, gerade dort“. Es wird insbesondere in wissenschaftlichen Arbeiten bei Nachweisen von Zitaten in der Quellen- oder Literaturangabe verwendet, wenn auf dieselbe, direkt zuvor bereits angegebene Veröffentlichung mehrmals verwiesen wird. Ebenso wird ebenda in Biografien verwendet, wenn Geburts- und Sterbeort identisch sind. In der Amtssprache wird es benutzt, um die Wiederholung einer Ortsangabe zu vermeiden.
Ebenda ist gleichbedeutend mit lateinisch ibidem (abgekürzt ibid., ibd., ib.).
Ähnliche lateinische Entsprechungen sind op. cit. (lateinisch opere citato, deutsch „in dem angeführten Werk“) und id. (lateinisch idem, deutsch derselbe).

## Verwendung
Bei der Zitierung schriftlicher Quellen ist ebenda die deutsche Entsprechung des in anderen Sprachen noch üblichen lateinischen ibidem (Abkürzung: ibid., ibd., ib.), das vor allem in den Geisteswissenschaften für einen solchen Rückverweis gebraucht wurde. Aus Gründen der Übersichtlichkeit und um ein Zurückblättern zu vermeiden, empfehlen Norbert Franck und Joachim Stary, die erste Fußnote einer Seite nicht mit der Abkürzung „ebd.“ einzuleiten, sondern mit einer eigenständigen bibliographischen Angabe. Erst die darauffolgenden Fußnoten auf dieser Seite sollten, sofern sie sich auf dieselbe Quelle beziehen, die verkürzte Angabe mittels ebenda bzw. ebd. enthalten. Bezieht sich ein Nachweis exakt auf dieselbe Stelle wie ein vorangehender, steht ebd. allein. Bezieht sich ein Nachweis auf eine andere Stelle aus demselben Werk wie der vorangehende, steht ebd. zusammen mit der Seitenangabe der Stelle, also z. B. „ebd., S. 39“.
In Biografien ist der Ausdruck üblich, wenn die dargestellte Person an demselben Ort starb, an dem sie auch geboren wurde, z. B. „Martin Luther (* 10. November 1483 in Eisleben; † 18. Februar 1546 ebenda)“. Sehr häufig findet sich der Ausdruck in Kirchenbüchern, Todesbescheinigungen und in der Genealogie aber auch in der deutschsprachigen Wikipedia ist er gebräuchlich. Gelegentlich wird der Ausdruck neben daselbst auch in der bürokratischen Amtssprache verwendet, beispielsweise in Gerichtsurteilen oder notariellen Urkunden, z. B.: „Frau Rita Mustermann, wohnhaft Berliner Straße 1, 00000 Musterstadt, vertritt ihren minderjährigen Sohn Fritz Mustermann, wohnhaft ebenda […].“
Auch in Verabredungen mit demselben Start- und Endstandort wird ebenda verwendet, z. B. „Wir treffen uns zur Kanutour am Standort X. Das gemeinsame Ende ist ebenda.“

## Ähnliche Begriffe

### a. a. O. / op. cit.
Zum wiederholten Quellenverweis auf ein zuvor nachgewiesenes Werk dient auch die Abkürzung a. a. O. („am angegebenen Ort“, „am angeführten Ort“), ggf. ergänzt durch Seitenzahlen. Die lateinische Entsprechung ist op. cit. (opere citato „im angeführten Werk“).
Beispiel: Harry M. Johnson: Sociology. A Systematic Introduction. Harcourt, Brace & Co., New York 1960, S. 63 f. → Johnson, a. a. O., S. 71 f.
Nachweise mittels a. a. O. findet man in den Geisteswissenschaften hauptsächlich in älteren Publikationen. Im Unterschied zu ebd., das sich ausschließlich auf direkt vorangehende Nachweise bezieht, wurde a. a. O. auch ohne unmittelbar vorangehenden Nachweis derselben Quelle verwendet. Der Nachweis, auf den die Angabe a. a. O. sich bezieht, kann daher u. U. sehr weit zurückliegen und muss erst mühsam gesucht werden. Dies erschwert die Konsultation der vollständigen Literaturangaben und die Überprüfung eines Nachweises. Aufgrund gestiegener Ansprüche an Exaktheit und Nutzbarkeit von Nachweisen in wissenschaftlicher Literatur wird daher heute im Bereich der Geisteswissenschaften vom Gebrauch von a. a. O. abgeraten. Bei Mehrfachverweisen auf dasselbe Werk wird stattdessen ein verkürzter Nachweis verwendet, der üblicherweise Schlüsselbegriffe des Titels und idealerweise einen Hinweis auf die Fußnote enthält, in der der erste, vollständige Nachweis zu finden ist.
Beispiel aus geisteswissenschaftlichem Kontext:
1. Stefan George: Rückkehr. In: ders.: Gedichte. Stuttgart: Reclam 1960, S. 18. [ursprünglicher, vollständiger Nachweis dieser Quelle]
2. Ebd. [Nachweis desselben Texts, d. h. des in Anmerkung 1 nachgewiesenen Gedichts]
3. Stefan George: Leib und Seele. In: ebd., S. 63 f. [Nachweis eines anderen Gedichts aus derselben Buchquelle wie der in Anm. 1 und 2 nachgewiesenen]
4. Frank Wedekind: Lulu. Hrsg. v. Erhard Weidl. Stuttgart: Reclam 1989, S. 41. [ursprünglicher, vollständiger Nachweis einer weiteren Quelle]
5. George, Leib und Seele (wie Anm. 3), S. 64. [Kurz-Nachweis einer Stelle des Gedichts, das in Anmerkung 3 nachgewiesen wurde]
6. Wedekind, a. a. O., S. 133. [älteres Nachweis-Verfahren, bei dem der ursprüngliche vollständige Nachweis der Quelle nicht direkt vorangeht und ggf. an einer entfernten Stelle aufgesucht werden muss]

Beispiel aus englischsprachigem naturwissenschaftlichem Kontext:
1. ↑ R. Poirer, Learning Physics (NY: Academic, 1993), p. 4.
2. ↑ Ibid., p. 9.
3. ↑ T. Eliot, Astrophysics (Berlin: Springer, 1989), p. 141.
4. ↑ R. Builder, J Phys Chem 20(3) 1991: 1654–57.
5. ↑ Eliot, op. cit., p. 148.

### Dito / a detto
Das Wort dito erfüllt eine ähnliche Aufgabe. Es steht für „gleichfalls, dasselbe, ebenso“ im Sinne von „das Gleiche wie zuvor (beziehungsweise weiter oben im Text) genannt“. Beispiel:
- „1 kg Kirschen, gewaschen, abgetropft und entsteint
- 2 kg Pflaumen, dito
- 500 g Aprikosen, dito“

Dito wird auch oft als dto. abgekürzt.
Dito ist vom französischen dito entlehnt, das selbst wiederum vom italienischen ditto stammt, einer Variante von detto („das [schon, soeben] Gesagte“), dem Partizip Perfekt Passiv des italienischen Verbs dire (sagen). Im kaufmännischen Sprachgebrauch wurde dies als a detto übernommen, was „wie gesagt“ im Sinne von „desgleichen, das Gleiche“ bedeutet. Das italienische dire geht zurück auf lateinisch dicere.

### Kurzschreibweise
In Tabellen und Listen, in denen oft identische Einträge untereinander stehen, wird gleichbedeutend zur Verwendung von dito auch eine Kurzschreibweise mit einem Anführungszeichen (") verwendet. Teilweise schreibt man dieses auch links und rechts von einem horizontalen Geviertstrich flankiert (— " —). Zur genauen Verwendung und den typographischen Regeln siehe auch den Artikel Unterführungszeichen.
| Name            | Alter    | Haarfarbe |
| --------------- | -------- | --------- |
| Ferdinand Huber | 29 Jahre | schwarz   |
| Axel Kramer     | 27 Jahre | "         |
| Bernd Klotz     | "        | braun     |
| Hans Schmitt    | "        | "         |
| Bianca Schulz   | 17 Jahre | blond     |
| Natalie Maier   | "        | rot       |